# Bankbetriebswirt
Der Bankbetriebswirt (bei Sparkassen der Sparkassenbetriebswirt) ist eine berufliche Fortbildung für Angestellte von Kreditinstituten und Finanzdienstleistungsunternehmen, die neben dem Berufsabschluss Bankkaufmann ebenfalls die Fortbildung zum Bankfachwirt abgeschlossen haben. Der Fortbildungsabschluss wird nach erfolgreicher Prüfung durch diverse Bildungsträger der Finanzwirtschaft direkt vergeben. Es handelt sich um eine nicht gesetzlich geregelte Fortbildung und damit weder um einen Hochschulabschluss, noch um einen Berufsabschluss mit Abschlussprüfung vor einer öffentlich-rechtlichen Stelle, wie der Industrie- und Handelskammer oder der Handwerkskammer.
Üblicherweise erfolgt die Weiterbildung in Teilzeit und ist berufsbegleitend. Durch Förderung des Arbeitgebers kann diese Weiterbildung oftmals auch in Vollzeit absolviert werden, womit das Pensum von etwa 500 Stunden innerhalb weniger Monate erarbeitet werden kann.
Nach erfolgreichem Abschluss der Fortbildungsprüfung zum Bankbetriebswirt besteht bei einigen privaten (Fach-)Hochschulen die Möglichkeit zur Aufnahme eines Bachelorstudiums.

## Einsatzgebiete von Bankbetriebswirten
Bankbetriebswirte sind ideale Besetzungen für Posten in der unteren bis mittleren Führungsebene und in der gehobenen Kundenberatung. Sie leiten Geschäftsstellen von Kreditinstituten, beraten vermögende Privatkunden in entsprechenden Beratungscentern oder betreuen gewerbliche und institutionelle Kunden. Zu ihrem Know-how gehören dabei neben weitreichendem Fachwissen aus den Gebieten Controlling, Corporate Banking, Retail Banking, Portfoliomanagement, Private Banking, Risikomanagement, Steuern sowie verschiedene Soft Skills, die zur Führung eines kleinen Stabes von Mitarbeitern befähigen. Die Fortbildung baut hierbei in erster Linie darauf auf, dass der Mitarbeiter bereits mehrjährige Berufserfahrung hat. Methodentraining und Training der sozialen Kompetenz unterstützen im Studium diese praktischen Erfahrungen.